# Wielin
Wielin (deutsch Vellin) ist ein Dorf in der polnischen Woiwodschaft Westpommern ganz in der Nähe zur Woiwodschaft Pommern. Es gehört zur Stadt- und Landgemeinde Polanów (Pollnow) im Powiat Koszaliński (Köslin).

## Geographische Lage
Wielin liegt vier Kilometer nördlich von Polanów an der Wojewodschaftsstraße 208  (Barcino (Bartin) – Borzysław (Burzlaff) – Wielin). Bis 1945 bestand eine Bahnanbindung über die zwei Kilometer entfernte Station Misdow (heute polnisch: Mzdowo) an der Reichsbahnstrecke Schivelbein (Świdwin) – Gramenz (Grzmiąca) – Bublitz (Bobolice) – Zollbrück (Korzybie). Heute liegt die nächste Bahnstation sieben Kilometer weiter östlich in Ciecholub (Techlipp) an der PKP-Linie Nr. 405: Piła (Schneidemühl) – Miastko (Rummelsburg) – Słupsk  (Stolp) – Ustka (Stolpmünde).
Im Westen bildet die Grabowa (Grabow), im Norden die Gemarkung Buszyno (Bussin), im Osten die Woiwodschaftsgrenze zur Woiwodschaft Pommern, und im Süden die Gemarkung Warblewo (Varbelow) die Gemeindegrenze. Unterhalb des Dorfes, das auf sehr hügeligem Gelände liegt, befindet sich der 14 Hektar große Dorfsee.

## Geschichte

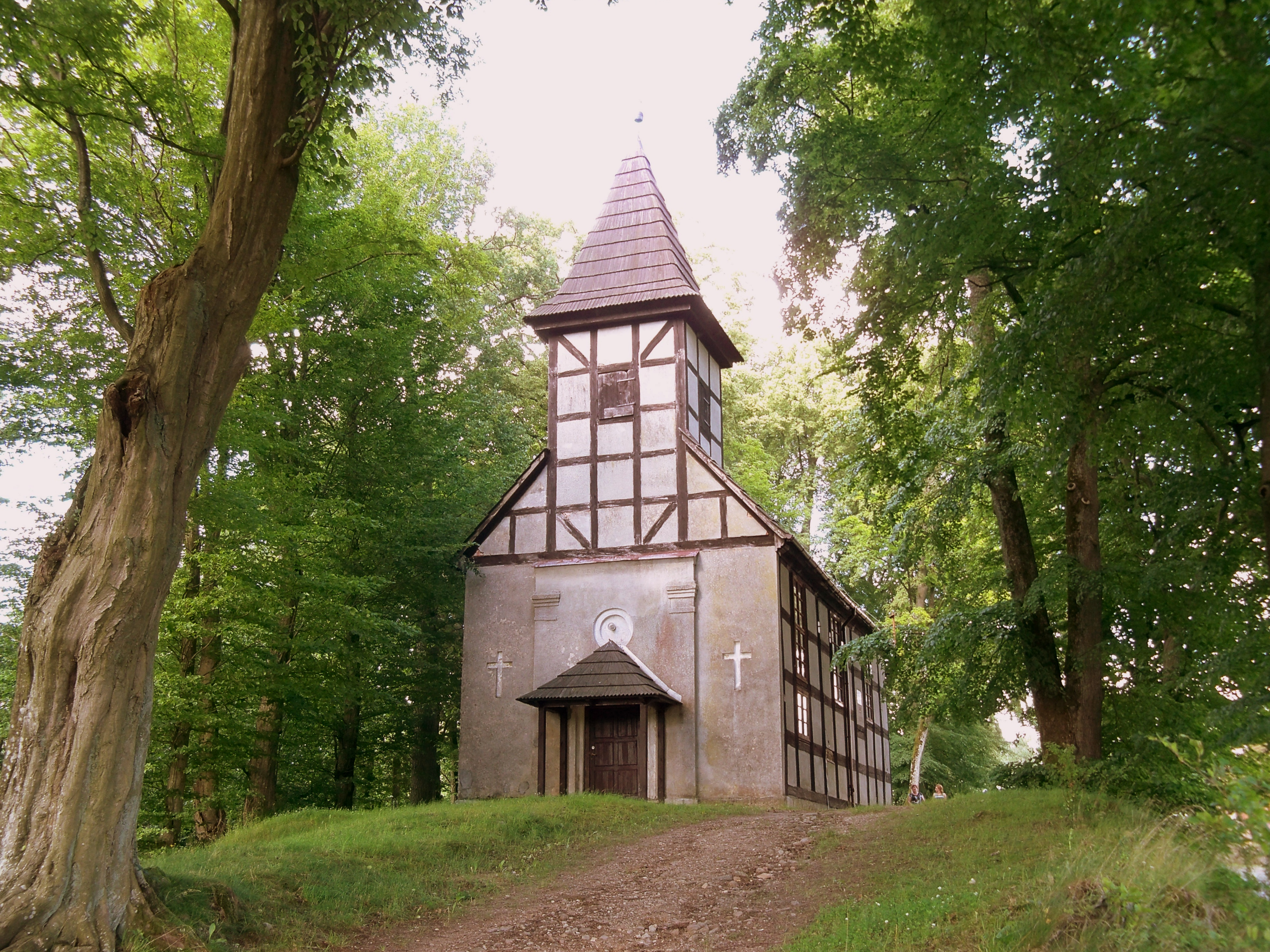
Kirche von Vellin

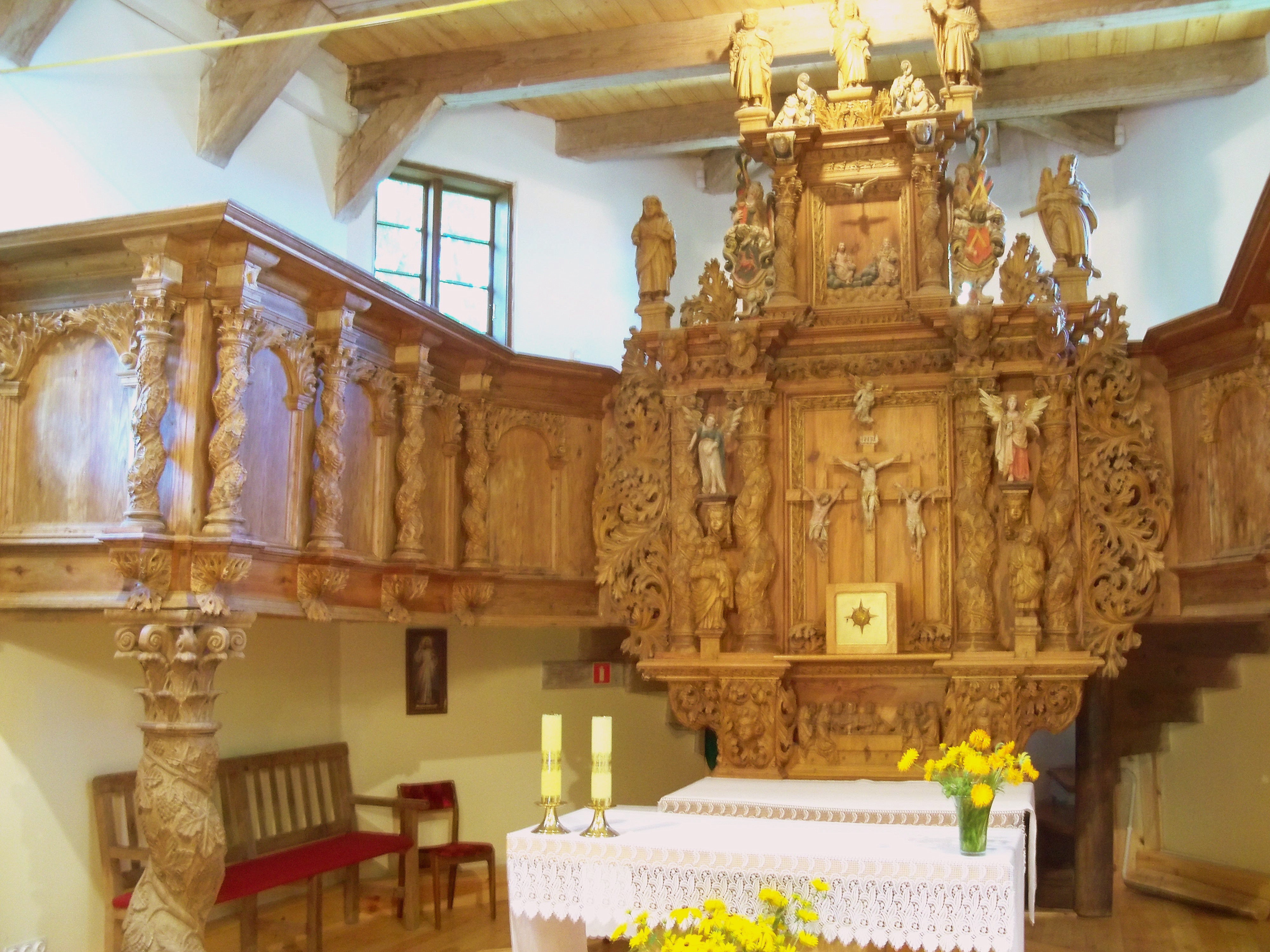
Altar der Kirche von Vellin

Vellin (andere Namensform Vellien) war ein altes von Natzmersches Lehen. 1628 wird Claus von Natzmer genannt mit einem Besitz von 12½ Hufen. Teile gehörten zeitweise auch zum Krangener Lehen, denn 1652 und später verkauft Gerd von Podewils seine Anteile an Dubschlaff von Natzmer.
Um 1780 hat das Dorf 1 Vorwerk, 1 Korn- und Schneidemühle, 1 Prediger, 1 Küster, 7 Bauern, 1 Schmiede. 1857 gehörte das Rittergut in den Besitz der Familie Tressler, von der es die Familie Clavé-Bouhaben übernahm, die es 1935 an Hugo Lippoldes abtrat.
Im Jahre 1818 lebten in Vellin 173 Einwohner. Ihre Zahl stieg 1885 auf 299 und betrug 1939 noch 201.
Anfang 1945 besetzten Truppen der Roten Armee den Ort. Einige Bewohner wurden auf der Flucht eingeholt und zur Rückkehr gezwungen. Im Dorf gab es zahlreiches menschliches Leid und viele Zerstörungen. Gutsbesitzer Lippoldes wurde im März 1945 mit anderen Vellinern nach Russland verschleppt und starb sechs Wochen später in einem Lager bei Kopeisk in Sibirien. Bis 1947 wurden auch alle übrigen deutschen Einwohner aus dem Ort vertrieben.
Vellin kam unter dem Namen Wielin unter polnische Hoheit und ist heute ein Ortsteil der Stadt- und Landgemeinde Polanów im Powiat Koszaliński der Woiwodschaft Westpommern (bis 1998 Woiwodschaft Köslin).

## Amt Vellin
Vellin bildete vor 1945 mit den Gemeinden Varbelow (Warblewo) und Sellberg (Stary Żelibórz) einen eigenen Amtsbezirk. Er gehörte zum Landkreis Schlawe i. Pom. in unmittelbarere Nachbarschaft zum Landkreis Rummelsburg i. Pom. im Regierungsbezirk Köslin der preußischen Provinz Pommern. Standesamtlich gehörten die Gemeinden zu Pollnow-Land, und Amtsgerichtsbezirk war Pollnow.

## Kirche

### Evangelische Kirche
Bis 1945 war Vellin fast ausnahmslos evangelisch. Vor, während und nach der Reformation war der Ort nach Pollnow eingepfarrt, dann wurde er eine selbständige Filiale im Kirchspiel Pollnow und erhielt 1696 einen eigenen Prediger. Die Kirchengemeinde Vellin, zu der auch Varbelow (Warblewo) und Rochow (Rochowo) gehörten, lag im Kirchenkreis Rummelsburg der Kirche der Altpreußischen Union. Erst Mitte der 1930er Jahre wurde Vellin wieder ein Filialort im Kirchspiel Pollnow und kam dadurch in den Kirchenkreis Schlawe. Im Jahre 1940 zählte die Kirchengemeinde Vellin 448 Gemeindeglieder. Kirchenpatron war der letzte Besitzer des Gutes Hugo Lippoldes.
Die wenigen evangelischen Einwohner, die heute in Wielin wohnen, werden vom Pfarramt in Koszalin (Köslin) in der Diözese Pommern-Großpolen der Evangelisch-Augsburgischen Kirche in Polen betreut.

### Ev. Pfarrer
1. Hoppe, 1696
2. Martin Benjamin Westphal, 1707–1713
3. Paul Jacob Witt, 1713–1714
4. Johann Kaspar Moritz, 1715–1744
5. Melchior Moritz Mützel, 1745–1749
6. Johann Heinrich Krippenstapel, 1749–1752
7. Johann Friedrich Knorr, 1752–1759
8. Christian Konrad Scheel, 1759–1770
9. Gotthilf Nathanael Schubert, 1771–1778
10. Lorenz Daniel Richter, 1778–1784
11. Friedrich Wilhelm Gotthold Heyn, 1784–1786
12. Johann Georg Krüger, 1787–1792
13. Friedrich Lorenz Nathanael Gößler, 1792–1798
14. Johann Christoph Friedrich Tischmeyer, 1799–1817
15. Johann Christian Matthias Pauly, 1818–1834
16. Johann Wilhelm Hunger, 1835–1847
17. Johann Anton Friedrich Löwe, 1851–1875
18. Heinrich Wilhelm Lindemann, 1877–1879
19. Christoph Heinrich Wilhelm Theodor Kähler, 1879–1883
20. Hermann Ludwig Albert Ristow, 1889–1892
21. Franz Albert Gottfried Godlewski, 1892–1895
22. Paul Karl Wilhelm Rewald, 1895–1932

### Katholische Kirche
Die wenigen römisch-katholischen Einwohner von Vellin vor 1945 gehörten zur Pfarrgemeinde in Pollnow. Nach 1945 bildete sich in Wielin wieder eine selbständige Kirchengemeinde, die allerdings – wie auch die Kirchengemeinden Rzeczyca Wielka (Reetz) und Sowno (Alt Zowen) – in die Parochie Polanów integriert wurden. Sie gehört zum Dekanat Polanów im Bistum Köslin-Kolberg der Katholischen Kirche in Polen.

### Dorfkirche
Die aus dem 17. Jahrhundert stammende Dorfkirche wurde nach 1945 von der evangelischen Kirche Vellin zugunsten der katholischen Kirche Wielin enteignet. Sie liegt mitten im Dorf auf einer kleinen Anhöhe.
Das Gotteshaus ist ein Fachwerkbau mit einem Dachturm über dem Westgiebel. Die Kirche verfügt über eine Ausstattung vornehmlich aus Schnitzwerk aus der Gründerzeit. Die Kanzel ist seitlich zugeordnet. Die Emporen werden von geschnitzten Säulen getragen, und der Fußboden ist mit quadratischen Ziegelplatten belegt. Für das äußere Fachwerk wurden bis zu 50 cm starke Eichenbalken verwendet.

### Friedhof
Der bis 1945 genutzte Friedhof wurde eingeebnet und zu einem Lagerplatz mit Ferienwohnungen umgestaltet.

## Schule
Das Anfang des 20. Jahrhunderts neu errichtete Schulhaus in Massivbauweise mit integrierter Lehrerwohnung stand unweit der Kirche. Die frühere Schule ist an Privathand verkauft und zu einem Dreifamilienhaus umgebaut worden. Der letzte deutsche Lehrer war Eduard Krämer.

## Söhne und Töchter des Ortes
- Wilhelm Dubislav von Natzmer (1770–1842), preußischer Generalmajor, zuletzt Vizekommandant der Festung Danzig
- Oldwig Anton Leopold von Natzmer (1782–1861), preußischer General der Infanterie, zuletzt Kommandierender General des I. Armee-Korps